# Chrysina erubescens
Chrysina erubescens är en skalbaggsart som beskrevs av Bates 1888. Chrysina erubescens ingår i släktet Chrysina och familjen Rutelidae. Inga underarter finns listade i Catalogue of Life.